# Armata lui Dumbledore
Armata lui Albus Dumbledore a fost înființată în anul 5 de studiu al lui Harry Potter. A fost înființată împotriva profesoarei Dolores Umbridge și a întregului Minister (și în special împotriva lui Fudge). Ideea a aparținut Hermione Granger, a fost sprijinită de Ron Weasley și acceptată de Harry Potter. Armata lui Albus Dumbledore sau A.D. pe scurt era formată din: Harry Potter, Hermione Granger, Ron Weasley, Ginny Weasley, Neville Longbottom, Luna Lovegood, George Weasley, Fred Weasley, Lee Jordan, Dean Thomas, Lavender Brown, Padma Patil, Parvati Patil, Cho Chang, Marietta Edgecombe, Katie Bell, Alicia Spinnet, Angelina Johnson, Colin Creevey, Dennis Creevey, Ernest Macmillan, Justin Fletchley, Hannah Abbott, Susan Bones, Anthony Goldstein, Michael Corner, Nigel Wolpert, Terry Boot și Zacharias Smith. Mai târziu s-a alăturat și Seamus Finnigan. A.D își avea sediul în Camera Necesității. Armata a fost desființată în primăvara acelui an din cauza ca Dolores Umbridge a descoperit secretul lor.